# Pahtajärvi (Gällivare socken, Lappland, 748745-175151)
Pahtajärvi är en sjö i Gällivare kommun i Lappland och ingår i Kalixälvens huvudavrinningsområde.